# スタービートエンターテイメント
スタービートエンターテイメント合同会社（StarBeat Entertainment）は、日本の芸能プロダクション。主に俳優の育成、及びマネージメントなどを手掛けている。2011年10月に豊島区から渋谷区へ移転。2021年2月末日をもってマネージメント部門の解散を発表。業務内容を制作プロダクションメインに変更した。

## 所属俳優

### 現在所属している俳優
- 樋口夢祈(ディレクター兼業)

### 文化人
- 木村純子（脚本家）
- 樋口夢祈（演出家）

### 舞台プロデュース
- Asterism⁂

### 過去に所属していた俳優
- 鷲尾修斗
- 原野正章
- 久野木貴士
- 校條拳太朗（現所属：G-STAR.PRO）
- 真佐夫
- 神谷光
- 毛利洸汰（現所属：えりオフィス）
- 成田佳恵（現所属：アイ・タクト）

### 団体
- GEKIIKE（活動休止中）